# Santiago Roncagliolo
Santiago Rafael Roncagliolo Lohmann (Lima, 1975) è uno scrittore, sceneggiatore, traduttore e giornalista investigativo peruviano.
Figlio del politico Rafael Roncagliolo, ha dovuto abbandonare con la famiglia il Perù a causa delle crescente tensione dovuta al Presidente Juan Velasco Alvarado. Santiago ha successivamente potuto compiere gli studi secondari nella terra natale, presso il cattolico Collegio de la Inmaculada.
Come scrittore ha iniziato scrivendo storie per bambini.
Nel 2000 si è trasferito a Barcellona. All'inizio sono stati tempi duri: racconta infatti di essersi pagato l'affitto pulendo case. Tuttavia, nel 2006, grazie al thriller Abril Rojo, ha vinto l'ambito Premio Alfaguara de Novela (uno dei più pecuniariamente consistenti al mondo). Grazie alla traduzione inglese, Red April, nel 2011 ha vinto un premio ancora più prestigioso: l'Independent Foreign Fiction Prize. In entrambi i casi, è stato il primo vincitore peruviano.